# Elecciones para gobernador de Virginia de 2021
Las Elecciones para gobernador de Virginia se llevaron a cabo el 2 de noviembre de 2021, para elegir al próximo gobernador de Virginia. El gobernador demócrata en ejercicio, Ralph Northam, no pudo postularse para la reelección, ya que la «Constitución de Virginia prohíbe que el titular de la oficina cumpla dos mandatos consecutivos».
En las elecciones generales del 2 de noviembre, el republicano Glenn Youngkin derrotó al demócrata y exgobernador Terry McAuliffe, convirtiéndolo en el primer republicano en ganar una elección estatal en Virginia desde 2009.

## Primarias demócratas

### Candidatos

#### Declarado
- Jennifer Carroll Foy, delegada estatal[1]
- Lee Carter, delegado estatal[2]
- Justin Fairfax, Vicegobernador de Virginia[3]
- Terry McAuliffe, exgobernador de Virginia (2014-2018) y expresidente del Comité Nacional Demócrata (2001-2005)[4]
- Jennifer McClellan, senadora estatal del noveno distrito del Senado de Virginia y exdelegada estatal (2006-2017)[5]

### Encuestas
| Fuente de la encuesta                        | Fecha(s) de realización             | Tamaño de muestra | Margen de error | Justin Fairfax | Jennifer Carroll Foy | Terry MacAuliffe | Jennifer McClellan | Indecisos |
| -------------------------------------------- | ----------------------------------- | ----------------- | --------------- | -------------- | -------------------- | ---------------- | ------------------ | --------- |
| Roanoke College                              | 24 de mayo - 1 de junio de 2021     | 637 (LV)          | ± 3.9%          | 5%             | 11%                  | 49%              | 9%                 | 24%       |
| Christopher Newport University               | 11-20 de abril de 2021              | 806 (LV)          | ± 3.9%          | 8%             | 5%                   | 47%              | 6%                 | 31%       |
| Public Policy Polling (D)                    | 12-13 de abril de 2021              | 526 (LV)          | ± 4.3%          | 7%             | 8%                   | 42%              | 8%                 | 29%       |
| Christopher Newport University               | 31 de enero - 14 de febrero de 2021 | 488 (RV)          | ± 4.9%          | 12%            | 4%                   | 26%              | 4%                 | 54%       |
| YouGov Blue (D)                              | 6-11 de febrero de 2021             | 235 (RV)          | ± 7.4%          | 6%             | 7%                   | 43%              | 8%                 | 30%       |
| Global Strategy Group (D)                    | 12-20 de enero de 2021              | 600 (LV)          | ± 4.0%          | 14%            | 7%                   | 42%              | 6%                 | 30%       |
| Expedition Strategies/Jennifer McClellan (D) | 30 de diciembre de 2020             | –                 | –               | 16%            | 5%                   | 32%              | 8%                 | 38%       |

### Resultados

Resultado de las elecciones por condado:
McAuliffe—80–90%
McAuliffe—70–80%
McAuliffe—60–70%
McAuliffe—50–60%
McAuliffe—40–50%

Ronda 6:
Youngkin—80–90%
Youngkin—70–80%
Youngkin—60–70%
Youngkin—50–60%
Snyder—50–60%
Snyder—60–70%
Snyder—70–80%
Snyder—>90%

| Resultados de las primarias demócratas | Resultados de las primarias demócratas | Resultados de las primarias demócratas | Resultados de las primarias demócratas | Resultados de las primarias demócratas | Resultados de las primarias demócratas |
| Partido                                | Partido                                | Candidato/a                            | Votos                                  | %                                      |                                        |
| -------------------------------------- | -------------------------------------- | -------------------------------------- | -------------------------------------- | -------------------------------------- | -------------------------------------- |
|                                        | Demócrata                              | Terry McAuliffe                        | 307,367                                | 62.10%                                 |                                        |
|                                        | Demócrata                              | Jennifer Carroll Foy                   | 98,052                                 | 19.81%                                 |                                        |
|                                        | Demócrata                              | Jennifer McClellan                     | 58,213                                 | 11.76%                                 |                                        |
|                                        | Demócrata                              | Justin Fairfax                         | 17,606                                 | 3.56%                                  |                                        |
|                                        | Demócrata                              | Lee Carter                             | 13,694                                 | 2.77%                                  |                                        |
| Total                                  | Total                                  | Total                                  | 494,932                                | 100.0%                                 |                                        |

## Convención republicana

### Candidatos

#### Calificado
- Amanda Chase, senadora estatal por el distrito 11 del Senado de Virginia[6]
- Kirk Cox, delegado estatal por el distrito 66 de la Cámara de Delegados de Virginia y expresidente de la Cámara de Delegados de Virginia[7]
- Sergio de la Peña, veterano del ejército de Estados Unidos[8]
- Peter Doran, exdirector ejecutivo del Centro de Análisis de Políticas Europeas
- Octavia Johnson
- Pete Snyder, candidato a vicegobernador de Virginia en 2013
- Glenn Youngkin, empresario

#### No califico
- Merle Rutledge Jr.[9]
- Kurt Santini, veterano del ejército de EE. UU.[10]

### Encuestas

#### Primaria
| Fuente de la encuesta          | Fecha(s) de realización             | Tamaño de muestra | Margen de error | Amanda Chase | Kirk Cox | Sergio de la Peña | Pete Snyder | Glenn Youngkin | Otro | Indecisos |
| ------------------------------ | ----------------------------------- | ----------------- | --------------- | ------------ | -------- | ----------------- | ----------- | -------------- | ---- | --------- |
| Change Research (D)            | 5-6 de mayo de 2021                 | 605 (LV)          | ± 4.4%          | 29%          | 7%       | 2%                | 13%         | 25%            | –    | 25%       |
| Public Policy Polling (D)      | Abril de 2021                       | 695 (LV)          | ± 3.7%          | 22%          | 7%       | 3%                | 16%         | 21%            | –    | 30%       |
| Christopher Newport University | 31 de enero - 14 de febrero de 2021 | 370 (RV)          | ± 5.6%          | 17%          | 10%      | –                 | –           | 3%             | –    | 55%       |
| YouGov Blue (D)                | 6-11 de febrero de 2021             | 170 (RV)          | ± 8.6%          | 19%          | 6%       | 1%                | 10%         | 3%             | –    | 54%       |

#### Convención
| Fuente de la encuesta   | Fecha(s) de realización         | Tamaño de muestra | Margen de error | Amanda Chase | Kirk Cox | Pete Snyder | Glenn Youngkin | Otro | Indecisos |
| ----------------------- | ------------------------------- | ----------------- | --------------- | ------------ | -------- | ----------- | -------------- | ---- | --------- |
| The Trafalgar Group (R) | 29 de abril - 3 de mayo de 2021 | 3,896 (LV)        | ± 1.6%          | 10%          | 10%      | 26%         | 38%            | 13%  | 3%        |

### Resultados
| Resultados de la convención republicana | Resultados de la convención republicana | Resultados de la convención republicana | Resultados de la convención republicana | Resultados de la convención republicana | Resultados de la convención republicana | Resultados de la convención republicana | Resultados de la convención republicana | Resultados de la convención republicana | Resultados de la convención republicana | Resultados de la convención republicana | Resultados de la convención republicana | Resultados de la convención republicana |
| Candidato/a                             | Ronda 1                                 | Ronda 1                                 | Ronda 2                                 | Ronda 2                                 | Ronda 3                                 | Ronda 3                                 | Ronda 4                                 | Ronda 4                                 | Ronda 5                                 | Ronda 5                                 | Ronda 6                                 | Ronda 6                                 |
| Candidato/a                             | Votos                                   | Pct.                                    | Votos                                   | Pct.                                    | Votos                                   | Pct.                                    | Votos                                   | Pct.                                    | Votos                                   | Pct.                                    | Votos                                   | Pct.                                    |
| --------------------------------------- | --------------------------------------- | --------------------------------------- | --------------------------------------- | --------------------------------------- | --------------------------------------- | --------------------------------------- | --------------------------------------- | --------------------------------------- | --------------------------------------- | --------------------------------------- | --------------------------------------- | --------------------------------------- |
| Glenn Youngkin                          | 10,318                                  | 33.80%                                  | 10,335                                  | 33.86%                                  | 10,356                                  | 33.94%                                  | 10,783                                  | 35.46%                                  | 12,989                                  | 43.54%                                  | 15,505                                  | 55.42%                                  |
| Pete Snyder                             | 7,836                                   | 25.67%                                  | 7,842                                   | 25.69%                                  | 7,858                                   | 25.75%                                  | 8,485                                   | 27.90%                                  | 9,718                                   | 33.59%                                  | 12,468                                  | 44.57%                                  |
| Amanda Chase                            | 5,910                                   | 19.36%                                  | 5,919                                   | 19.39%                                  | 5,941                                   | 19.47%                                  | 6,520                                   | 21.44%                                  | 7,123                                   | 23.89%                                  | Eliminado                               | Eliminado                               |
| Kirk Cox                                | 4,253                                   | 13.93%                                  | 4,265                                   | 13.97%                                  | 4,289                                   | 14.06%                                  | 4,634                                   | 15.24%                                  | Eliminado                               | Eliminado                               | Eliminado                               | Eliminado                               |
| Sergio de la Peña                       | 2,010                                   | 6.58%                                   | 2,027                                   | 6.64%                                   | 2,070                                   | 6.78%                                   | Eliminado                               | Eliminado                               | Eliminado                               | Eliminado                               | Eliminado                               | Eliminado                               |
| Peter Doran                             | 119                                     | 0.39%                                   | 132                                     | 0.04%                                   | Eliminado                               | Eliminado                               | Eliminado                               | Eliminado                               | Eliminado                               | Eliminado                               | Eliminado                               | Eliminado                               |
| Octavia Johnson                         | 78                                      | 0.26%                                   | Eliminado                               | Eliminado                               | Eliminado                               | Eliminado                               | Eliminado                               | Eliminado                               | Eliminado                               | Eliminado                               | Eliminado                               | Eliminado                               |

## Elección general

### Predicciones
| Fuente                | Clasificación              | Desde                  |
| --------------------- | -------------------------- | ---------------------- |
| Cook Political Report | Competitivo                | 5 de octubre de 2021   |
| Inside Elections      | Competitivo                | 1 de noviembre de 2021 |
| Sabato's Crystal Ball | Pequeña ventaja (volteado) | 1 de noviembre de 2021 |

### Encuestas
Resumen gráfico 
| Fuente de la encuesta                                                     | Fecha(s) de realización                | Tamaño de muestra | Margen de error | Terry McAuliffe (D) | Glenn Youngkin (R) | Otro Indecisos |
| ------------------------------------------------------------------------- | -------------------------------------- | ----------------- | --------------- | ------------------- | ------------------ | -------------- |
| Research Co.                                                              | 31 de octubre - 1 de noviembre de 2021 | 450 (LV)          | ± 4.6%          | 47%                 | 48%                | 5%             |
| The Trafalgar Group (R)                                                   | 29-31 de octubre de 2021               | 1,081 (LV)        | ± 3.0%          | 47%                 | 49%                | 4%             |
| InsiderAdvantage (R) Archivado el 17 de abril de 2022 en Wayback Machine. | 27-30 de octubre de 2021               | 500 (LV)          | ± 4.4%          | 45%                 | 47%                | 8%             |
| Echelon Insights Archivado el 29 de octubre de 2021 en Wayback Machine.   | 27-29 de octubre de 2021               | 611 (LV)          | ± 4.0%          | 46%                 | 49%                | 6%             |
| Fox News                                                                  | 24-27 de octubre de 2021               | 1,212 (RV)        | ± 2.5%          | 47%                 | 48%                | 5%             |
| Fox News                                                                  | 24-27 de octubre de 2021               | 1,015 (LV)        | ± 3.0%          | 45%                 | 53%                | 2%             |
| the polling company, inc. (R)                                             | 17-19 de septiembre de 2021            | 700 (LV)          | ± 3.7%          | 46%                 | 42%                | 11%            |
| Public Policy Polling (D)                                                 | 17-18 de septiembre de 2021            | 875 (V)           | ± 3.3%          | 45%                 | 42%                | 13%            |
| Virginia Commonwealth University                                          | 7-15 de septiembre de 2021             | 731 (LV)          | ± 6.9%          | 43%                 | 34%                | 23%            |
| Emerson College                                                           | 13-14 de septiembre de 2021            | 778 (LV)          | ± 3.4%          | 49%                 | 45%                | 7%             |
| Washington Post/Schar School                                              | 7-13 de septiembre de 2021             | 907 (RV)          | ± 4.0%          | 49%                 | 43%                | 7%             |
| Washington Post/Schar School                                              | 7-13 de septiembre de 2021             | 728 (LV)          | ± 4.5%          | 50%                 | 47%                | 3%             |
| WPA Intelligence (R)                                                      | 30 de agosto - 2 de septiembre de 2021 | 734 (LV)          | ± 3.6%          | 46%                 | 48%                | 7%             |
| WPA Intelligence (R)                                                      | 30 de agosto - 2 de septiembre de 2021 | 734 (LV)          | ± 3.6%          | 48%                 | 48%                | 4%             |
| The Trafalgar Group (R)                                                   | 26-29 de agosto de 2021                | 1,074 (LV)        | ± 3.0%          | 47%                 | 46%                | 7%             |
| Monmouth University                                                       | 24-29 de agosto de 2021                | 802 (RV)          | ± 3.5%          | 47%                 | 42%                | 11%            |
| Monmouth University                                                       | 24-29 de agosto de 2021                | 802 (LV)          | ± 3.5%          | 47%                 | 45%                | –              |
| Monmouth University                                                       | 24-29 de agosto de 2021                | 802 (LV)          | ± 3.5%          | 49%                 | 42%                | –              |
| Christopher Newport University                                            | 15-23 de agosto de 2021                | 800 (LV)          | ± 3.6%          | 50%                 | 41%                | 9%             |
| Change Research (D)                                                       | 17-21 de agosto de 2021                | 1,653 (LV)        | ± 3.6%          | 49%                 | 43%                | 8%             |
| Change Research (D)                                                       | 14-18 de agosto de 2021                | 1,334 (LV)        | ± 2.7%          | 47%                 | 44%                | 9%             |
| Roanoke College                                                           | 3-17 de agosto de 2021                 | 558 (LV)          | ± 4.2%          | 46%                 | 38%                | 16%            |
| Virginia Commonwealth University                                          | 4-15 de agosto de 2021                 | 770 (RV)          | ± 5.4%          | 40%                 | 37%                | 24%            |
| Virginia Commonwealth University                                          | 4-15 de agosto de 2021                 | 747 (LV)          | ± 5.5%          | 40%                 | 37%                | 23%            |
| co/efficient (R)                                                          | 8-9 de agosto de 2021                  | 1,200 (LV)        | ± 2.8%          | 47%                 | 45%                | 8%             |
| co/efficient (R)                                                          | 25-27 de julio de 2021                 | 762 (LV)          | ± 3.5%          | 45%                 | 40%                | 15%            |
| The Trafalgar Group (R)                                                   | 8-10 de julio de 2021                  | 1,104 (LV)        | ± 2.9%          | 47%                 | 45%                | 8%             |
| Spry Strategies (R)                                                       | 6-9 de julio de 2021                   | 600 (LV)          | ± 4.0%          | 46%                 | 41%                | 12%            |
| JMC Analytics and Polling (R)                                             | 9-12 de junio de 2021                  | 550 (LV)          | ± 4.2%          | 46%                 | 42%                | 12%            |
| WPA Intelligence (R)                                                      | 2-6 de junio de 2021                   | 506 (LV)          | ± 4.4%          | 48%                 | 46%                | 5%             |

### Resultados
| Elecciones para gobernador de Virginia de 2021 | Elecciones para gobernador de Virginia de 2021 | Elecciones para gobernador de Virginia de 2021 | Elecciones para gobernador de Virginia de 2021 | Elecciones para gobernador de Virginia de 2021 | Elecciones para gobernador de Virginia de 2021 |
| Partido                                        | Partido                                        | Candidato/a                                    | Votos                                          | %                                              | ±%                                             |
| ---------------------------------------------- | ---------------------------------------------- | ---------------------------------------------- | ---------------------------------------------- | ---------------------------------------------- | ---------------------------------------------- |
|                                                | Republicano                                    | Glenn Youngkin                                 | 1,663,596                                      | 50.57                                          | +5.60                                          |
|                                                | Demócrata                                      | Terry McAuliffe                                | 1,600,116                                      | 48.64                                          | -5.26                                          |
|                                                | Libertario                                     | Princess Blanding                              | 23,125                                         | 0.70                                           | N/P                                            |
| Total                                          | Total                                          | Total                                          | 3,289,403                                      | 100.0%                                         | N/A                                            |
|                                                | Ganancia Republicana de demócrata              |                                                |                                                |                                                |                                                |

#### Por distrito
| Distrito | Youngkin | McAuliffe | Representante      |
| -------- | -------- | --------- | ------------------ |
| 1        | 58.6%    | 40.7%     | Rob Wittman        |
| 2        | 53.7%    | 45.5%     | Elaine Luria       |
| 3        | 37.0%    | 61.9%     | Bobby Scott        |
| 4        | 42.6%    | 55.9%     | Donald McEachin    |
| 5        | 59.7%    | 39.7%     | Bob Good           |
| 6        | 66.0%    | 33.3%     | Ben Cline          |
| 7        | 55.0%    | 44.3%     | Abigail Spanberger |
| 8        | 26.8%    | 72.5%     | Don Beyer          |
| 9        | 74.5%    | 24.8%     | Morgan Griffith    |
| 10       | 47.4%    | 52.0%     | Jennifer Wexton    |
| 11       | 32.6%    | 66.6%     | Gerry Connolly     |